# Terra e Paixão
Terra e Paixão é uma telenovela brasileira produzida e exibida pela TV Globo de 8 de maio de 2023 a 19 de janeiro de 2024, em 221 capítulos. Substituiu Travessia e foi substituída por Renascer, sendo a 21.ª "novela das nove" transmitida pela emissora.
Criada e escrita por Walcyr Carrasco, com coautoria de Thelma Guedes a partir do capítulo 73. E colaboração de Vinícius Vianna, Nelson Nadotti, Márcio Haiduck, Dora Castellar e Cleissa Regina Martins, tem direção de Tande Bressane, Joana Clark, Jeferson De, Felipe Herzog, Juliana Vicente e Emer Lavinni. A direção geral é de João Paulo Jabur e a direção artística de Luiz Henrique Rios.
Contou com Barbara Reis, Cauã Reymond, Tony Ramos, Glória Pires, Eliane Giardini, Débora Ozório, Rainer Cadete e Tatá Werneck.

## Enredo
A vida da professora Aline (Barbara Reis) é transformada após a morte de seu marido Samuel (Italo Martins), assassinado pelos capangas de Antônio La Selva (Tony Ramos), o produtor rural mais poderoso e temido da cidade sul-mato-grossense de Nova Primavera. Mesmo sem nunca ter plantado um grão, Aline não desiste do sonho do falecido marido de transformar sua fazenda em um negócio lucrativo — contando com a ajuda do primo de Samuel, Jonatas (Paulo Lessa), apaixonado por ela — e dessa forma entra em uma guerra com La Selva, que cobiça as terras da viúva. O fazendeiro é casado com a megera Irene (Glória Pires), mulher manipuladora que planeja fazer de seu filho favorito, o advogado Daniel (Johnny Massaro), o herdeiro de toda a fortuna da família, mas possui como principal obstáculo o enteado Caio (Cauã Reymond), fruto do primeiro casamento de Antônio e sempre rejeitado por ele, já que sua mãe Agatha (Bianca Bin / Eliane Giardini), ao que todos acreditam, morreu em seu parto. Além de batalhar pela sucessão, os irmãos acabam lutando, sem saber, pela mesma mulher, pois Caio, que salvou Aline na noite da morte de seu marido, acaba se apaixonado por ela, assim como Daniel, que também passa a ajudá-la nos negócios, causando um conflito entre eles e La Selva. Já Petra (Débora Ozório), a caçula de Irene e Antônio, é uma jovem mimada, problemática e viciada em calmantes que não suporta a pressão da família e se envolve com o cômico italiano Luigi (Rainer Cadete), um golpista que se aproxima dela por interesse. Ela, no entanto, descobre o amor verdadeiro ao lado de Hélio (Rafael Vitti), um misterioso engenheiro agrônomo que chega a cidade.
Gerente da cooperativa local, Lucinda (Débora Falabella) é uma mulher sofredora que luta para sustentar a casa e cuidar do filho Cristian (Felipe Melquiades), que sofre de albinismo, e tem de lidar com as agressões e ameaças do marido alcoólatra Andrade, que administra a pensão da cidade. Enquanto Andrade (Ângelo Antônio) passa a frequentar os Alcoólicos Anônimos e tenta mudar de vida, Lucinda redescobre o amor nos braços de Marino (Leandro Lima), delegado da região, que, movido pela força desse sentimento, deixa de ser corrompido por Antônio e volta-se contra o fazendeiro. Já Anely (Tatá Werneck), irmã mais nova de Lucinda, namora o ciumento Odilon (Jonathan Azevedo), mas secretamente trabalha como camgirl para ganhar uma renda extra, posteriormente envolvendo-se com Luigi e sendo perseguida pelo tarado fazendeiro Tadeu (Cláudio Gabriel), seu maior assinante. Este é casado com a pedagoga Gladys (Leona Cavalli), e ambos são pais de Graça (Agatha Moreira), patricinha gananciosa que faz de tudo para se casar com Daniel, chegando a lhe aplicar o golpe da barriga.
Em Nova Primavera todos conhecem a velha cafetina Cândida (Susana Vieira), moradora mais antiga e proprietária do bar da cidade, o Naitandei. Ela guarda os segredos de todos da região, inclusive os da família La Selva, pois trabalhou com Irene e Agatha no passado. A revelação desses segredos e o surpreendente reaparecimento de Agatha causará uma grande reviravolta na vida dos La Selva, e de outras pessoas como Hélio; Ademir (Charles Fricks), irmão caçula e desafeto de Antônio; Gentil (Flávio Bauraqui), um homem simples e pai de Jonatas; e a governanta Angelina (Inez Viana). Serial killer, Agatha deseja vingança contra Antônio devido a todo o sofrimento causado no passado e engana a todos fazendo-se passar por uma boa mulher. Ainda há o homossexual Kelvin (Diego Martins), que trabalha no bar e mantém um caso secreto com o bronco Ramiro (Amaury Lorenzo), capanga fiel de Antônio, que apesar de não gostar do que faz, cumpre todas as matanças ordenadas pelo patrão, e precisa lidar com os próprios preconceitos para lidar com esse amor.

## Elenco
| Intérprete             | Personagem                                                             |
| ---------------------- | ---------------------------------------------------------------------- |
| Bárbara Reis           | Aline Barroso Machado / Aline da Terra Vermelha                        |
| Cauã Reymond           | Caio Moura La Selva                                                    |
| Tony Ramos             | Antônio La Selva                                                       |
| Glória Pires           | Irene Aldrava La Selva                                                 |
| Eliane Giardini        | Agatha Moura La Selva / Ana Maria Moura                                |
| Débora Ozório          | Petra Aldrava La Selva                                                 |
| Rainer Cadete          | Luigi San Marco                                                        |
| Tatá Werneck           | Anely do Carmo / Rainha Delícia                                        |
| Débora Falabella       | Lucinda do Carmo Amorim                                                |
| Leandro Lima           | Delegado Marino Guerra                                                 |
| Agatha Moreira         | Graça Junqueira                                                        |
| Paulo Lessa            | Jonatas Moura dos Santos                                               |
| Rafael Vitti           | Evandro Hélio Arruda Fernandes (Hélio)                                 |
| Amaury Lorenzo         | Ramiro Neves                                                           |
| Diego Martins          | Kelvin Santana / Kelvin Star                                           |
| Ângelo Antônio         | Andrade Amorim                                                         |
| Cláudio Gabriel        | Tadeu Junqueira                                                        |
| Leona Cavalli          | Gladys Junqueira                                                       |
| Inez Viana             | Angelina Jordão do Carmo                                               |
| Tatiana Tiburcio       | Jussara Barroso                                                        |
| Flávio Bauraqui        | Gentil dos Santos                                                      |
| Alexandra Richter      | Berenice Borges Ferreira (Nice)                                        |
| Thati Lopes            | Berenice Aureliana Caldas (Berê)                                       |
| Valéria Barcellos      | Luana Simões / Luana Shine                                             |
| Maicon Rodrigues       | Dr. Rodrigo Pinheiro                                                   |
| Charles Fricks         | Ademir La Selva                                                        |
| Letícia Laranja        | Flor da Conceição La Selva                                             |
| Daniel Munduruku       | Pajé Jurecê Guató                                                      |
| Paulo Rocha            | Vinícius Carvana                                                       |
| Suyane Moreira         | Iraê Guató                                                             |
| Rafael Gualandi        | Enzo Veiga                                                             |
| Jonathan Azevedo       | Odilon Pires / Oddy King                                               |
| Camilla Damião         | Menah dos Santos                                                       |
| Renata Gaspar          | Mara Ramalho                                                           |
| Samir Murad            | Dr. Silvério Mesquita                                                  |
| Gil Coelho             | Franco Rezende                                                         |
| Rafaela Cocal          | Yandara Guató                                                          |
| Kizi Vaz               | Nina                                                                   |
| Natalia Dal Molin      | Graciara                                                               |
| Merícia Cassiano       | Iná Miranda                                                            |
| Alba Regina Tavares    | Polerina                                                               |
| Marcio Tadeu           | José Castilho (Zezinho/Zeza)                                           |
| Ignácio Luz            | Fernando Galego (Nando)                                                |
| Igor Angelkorte        | Carlos Alberto de Assis (Cacá)                                         |
| Kika Kalache           | Drª. Marta Rocha                                                       |
| Bruna Aiiso            | Drª. Laura Correia (Laurita)                                           |
| Mapu Huni Kui          | Raoni Guató                                                            |
| Paulo Roque            | Sidney                                                                 |
| Tairone Vale           | Ruan                                                                   |
| Natascha Stransky      | Sílvia                                                                 |
| Carlos Feroli          | Inspetor Silva                                                         |
| Renata Imbriani        | Sueli                                                                  |
| Yris Sampaio           | Elaine                                                                 |
| Breno Guimarães        | Pelópidas                                                              |
| Luciana Malcher        | Neide                                                                  |
| Matheus Assis          | João Barroso Machado                                                   |
| Felipe Melquiades      | Cristian Amorim Andrade                                                |
| Maria Carolina Basilio | Rosa da Conceição La Selva                                             |
| Bryan Robert           | Daniel Aldrava La Selva Júnior / Daniel Guerra Junqueira (Danielzinho) |

### Participações especiais
| Intérprete           | Personagem                                          |
| -------------------- | --------------------------------------------------- |
| Johnny Massaro       | Daniel La Selva                                     |
| Susana Vieira        | Cândida Ferreira                                    |
| Cláudia Raia         | Emengarda San Marco (Emmy)                          |
| Eriberto Leão        | Dirceu Elói Aldrava                                 |
| Bianca Bin           | Agatha (jovem)                                      |
| Rafael Cardoso       | Dr. Evandro Arruda Fernandes                        |
| Rodrigo Lombardi     | Marcelo Paixão                                      |
| Daniel Rocha         | Natércio Laurentino Vasconcelos Júnior (Natercinho) |
| Eucir de Souza       | Ernesto Alcântara                                   |
| Grace Gianoukas      | Roma San Marco                                      |
| Eduardo Lago         | Rodolfo Rezende                                     |
| Álamo Facó           | Dr. Frazão                                          |
| Felipe Rocha         | Gregório Florindo Siqueira                          |
| Yasmin Gomlevsky     | Isabel Cipriano                                     |
| Laura Prado          | Teresa Cristina Fonseca (Irmã Teresinha)            |
| Ítalo Martins        | Samuel Machado                                      |
| Caio Macedo          | Ubaldo Muniz                                        |
| Marcello Escorel     | Miro / Barão                                        |
| Julio Adrião         | Coronel Natércio Laurentino Vasconcelos             |
| Lourinelson Vladimir | Elias Ramalho                                       |
| Hugo Resende         | Delegado Ayres                                      |
| Cláudio Lins         | Juiz Guilherme Trindade                             |
| Josie Antello        | Madame Cordélia                                     |
| Marcela Muniz        | Drª. Teresa Leitão                                  |
| Antônio Fragoso      | Dr. Hartmann                                        |
| Augusto Garcia       | Investigador Itamar Proença                         |
| Alexandre Dacosta    | Padre Josias                                        |
| Roberto Frota        | Dr. Arnon Fontes                                    |
| Tatsu Carvalho       | Promotor Thiago Castro                              |
| Júlio Levy           | Dr. Saviano                                         |
| Vanessa Pascale      | Irmã Andreia                                        |
| Jaime Leibovitch     | Padre Batista                                       |
| Bruce Gomlevsky      | Juiz Aristarco Moreira                              |
| Rafael Queiroz       | Dr. Peçanha                                         |
| Renan Motta          | Lucio                                               |
| João Vítor da Silva  | Rudá Guató                                          |
| Carol Romano         | Raimunda Neves (Munda)                              |
| Juao Nyn             | Kaluanã                                             |
| Patrícia Pinho       | Dalva Alcântara                                     |
| Saulo Segreto        | Miguel Ávila                                        |
| César Ferrario       | Olegário                                            |
| Zé Wendell           | Setembrino                                          |
| Cristiana Pompeo     | Palmira                                             |
| Leandro da Matta     | Enéias                                              |
| Alésio Abdon         | Henrique                                            |
| Rafaela Ghelfond     | Natasha                                             |
| Denise Peniche       | Lenita                                              |
| Verônica Bonfim      | Juíza Vera Ávila Duarte                             |
| Ivo Gandra           | Frank                                               |
| Giulia Ayumi         | Margot                                              |
| Alexandre Lino       | Ronaldo                                             |
| Cassio Pandolfi      | Dr. Pérez                                           |
| Rafael Munk          | Inspetor Mesquita                                   |
| Eduardo Parlagreco   | Inspetor Magalhães                                  |
| Rose Abdallah        | Vânia                                               |
| Felipe Mafra         | Nivaldo                                             |
| Guilherme Alves      | James Brum                                          |
| Anderson Lau         | Usuário 3316                                        |
| André Senna          | Péricles                                            |
| Isaac Bernat         | Funcionário do cartório                             |
| Juliana Guimarães    | Funcionária do cartório                             |
| Felipe Haiut         | Celebrante do casamento                             |
| Bernardo Dugin       | Repórter                                            |
| Paulo Camilo         | Repórter                                            |
| Ismael Caneppele     | Gaudêncio                                           |
| Alessandro Moussa    | Taxista com Luigi                                   |
| Tom Fiore            | Galeto[carece de fontes?]                           |
| Bernardo Filaretti   | Recepcionista do hotel                              |
| Fred Garcia          | Bento                                               |
| Fred Garcia          | Caio (criança)                                      |
| Valentina Couto      | Suzy                                                |
| Miguel Galhardo      | Augusto                                             |
| Bruno Kott           | Antônio (jovem)                                     |
| Felipe Oládéle       | Gentil (jovem)                                      |
| Paula Frascari       | Cândida (jovem)                                     |
| Jorge & Mateus       | Eles mesmos                                         |
| Simone Mendes        | Ela mesma                                           |
| Ana Castela          | Ela mesma                                           |
| Gustavo Mioto        | Ele mesmo                                           |
| Michel Teló          | Ele mesmo                                           |

## Produção
Em dezembro de 2021, foi informado pela imprensa que Walcyr Carrasco estava desenvolvendo uma nova novela das 21h para TV Globo. A trama que tinha previsão de estreia para o segundo semestre de 2023, foi adiantada para maio do mesmo ano, por conta da transferência de Todas as Flores para o Globoplay e o adiantamento de Travessia na fila das produções do horário. A trama teria o título de Terra Vermelha, no entanto, devido a marca já pertencer a um livro homônimo do escritor paranaense Domingos Pellegrini, ambientado em Londrina, a qual deveria ter seu direito de uso negociado e comprado, o título acabou sendo descartado. Além disso, a emissora temia que o título anterior tivesse conotação política, já que a cor vermelha no nome provisório do folhetim podia ser associada ao Partido dos Trabalhadores (PT), ao qual é filiado o presidente Luiz Inácio Lula da Silva. Nesse meio tempo, foram cogitados alguns outros nomes para trama, como Eu Sou a Terra, Terra Mãe e Terra Dourada. Posteriormente, a história chegou a se chamar Terra Bruta, mas, em fevereiro de 2023, a Globo confirmou Terra e Paixão como o novo título da história.
| |  |  |
| As primeiras cenas da novela foram gravadas nas regiões rurais de Dourados e Deodápolis, no Mato Grosso do Sul. |  |  |

Originalmente Amora Mautner seria a diretora artística da trama, mas acabou sendo descartada por causa dos seus desentendimentos com Walcyr Carrasco em Verdades Secretas II (2021). A diretora foi substituída por Luiz Henrique Rios. Entre outubro e dezembro de 2022 durante a pré-produção, o autor e o diretor visitaram algumas locações no Mato Grosso do Sul, para definirem o início das gravações da trama. Para prestar consultoria à Walcyr Carrasco nos temas envolvendo os povos originários, a Globo contratou o escritor indígena Daniel Munduruku. Após alguns meses de preparações, workshops e reuniões de elenco nos Estúdios Globo, as gravações começaram no final de  janeiro de 2023, nas cidades de Dourados e Deodápolis, no Mato Grosso do Sul. Parte do elenco gravou cenas em fazendas da região, nomes como Bárbara Reis, Cauã Reymond, Johnny Massaro, Glória Pires, Tony Ramos, Paulo Lessa, Agatha Moreira, Débora Ozório, Inez Viana, Charles Fricks, Tatiana Tiburcio, Flávio Bauraqui, Renata Gaspar, Amaury Lorenzo e Tairone Vale, estiveram presentes nas cenas rodadas pela equipe.
Apesar de ser rodada em sua maior parte na região Centro-Oeste, a  novela também teve cenas gravadas na cidade do Rio de Janeiro, com a personagem de Thati Lopes, Berenice. Também no Rio de Janeiro, foram gravadas cenas de Glória Pires e Rodrigo Lombardi e de Jonathan Azevedo, na quadra da escola de samba, Salgueiro. A novela também teve ambientações em Veneza, na Itália, em cenas gravadas por Rainer Cadete e Tatá Werneck.

### Escolha do elenco
Por seu ótimo desempenho nos trabalhos anteriores do autor, Agatha Moreira foi o primeiro nome reservado para interpretar a protagonista Aline, porém devido uma questão de representatividade racial imposta pela emissora em incluir personagens negros em papeis principais, a atriz perdeu o papel e acabou sendo remanejada ao posto da antagonista Petra — personagem oferecida inicialmente para Bianca Bin, que recusou o convite. Posteriormente, Moreira acabou trocando de personagem, assumindo outra antagonista de importância na trama, a modelo Graça, enquanto Débora Ozório foi escalada para interpretar Petra após seu ótimo desempenho em Além da Ilusão. Curiosamente, antes de Walcyr Carrasco alterar a raça da protagonista para uma mulher negra, Alice Wegmann e Caroline Dallarosa chegaram a serem cogitadas para o papel, porém a primeira recusou o convite para se dedicar a série Rensga Hits! e as gravações da segunda temporada da série Justiça; enquanto a segunda foi considerada inexperiente para o posto de protagonista no horário nobre e acabou sendo descartada do elenco. Com a etnia da personagem definida, Erika Januza e Larissa Nunes foram os primeiros nomes cotados pela produção, porém Barbara Reis foi escolhida para o posto após o autor e o diretor Luiz Henrique Rios assistirem seu desempenho em Todas as Flores. Flávia Alessandra estava cotada para interpretar a antagonista principal, a maquiavélica Irene, trabalho que marcaria sua quinta parceria com Walcyr Carrasco, porém sem explicações ela foi substituída por Glória Pires, que anteriormente estava escalada para Todas as Flores e para Fuzuê, trama de Gustavo Reiz no horário das sete na qual seria uma das personagens principais.
Isabel Teixeira chegou a ser escalada a convite do autor para integrar o elenco, devido a boa repercussão de sua personagem em Pantanal, porém a atriz recusou o convite alegando que precisava descansar sua imagem. Inicialmente, Teixeira estava cotada para interpretar a sofrida Lucinda, porém com a recusa da atriz, o autor decidiu rejuvenescer a personagem e o papel foi destinado para Débora Falabella, marcando seu retorno as novelas em seis anos desde A Força do Querer (2017), além de marcar seu primeiro trabalho com Carrasco. Fernanda Montenegro foi escalada para interpretar a cafetina Cândida, personagem de grande importância na trama por sua misteriosa ligação com a antagonista Irene, porém a atriz pediu para se desligar da produção por priorizar projetos mais curtos como documentários e cinema, sendo substituída por Susana Vieira. Larissa Manoela era um dos nomes cotados para integrar a trama, porém com seus projetos com a Netflix, a atriz acabou ficando de fora do elenco. Juliana Paiva também teve seu nome cotado para integrar o elenco, mas devido a não renovação do seu contrato com a emissora, a atriz acabou não se acertando com a direção. Durante a exibição da trama, começaram a circular rumores de que a personagem Agatha La Selva, mãe do protagonista Caio (Cauã Reymond) e interpretada por Bianca Bin na fase jovem, teria forjado sua morte e retornaria viva para movimentar a nova fase da trama. O colunista Vladimir Alves, do programa A Tarde É Sua da RedeTV!, teria soltado a notícia de que Elizabeth Savalla, que já trabalhou anteriormente com Walcyr Carrasco em sua produções, teria recusado o convite do autor para interpretar a versão madura da personagem, porém a notícia foi negada pela atriz, que afirmou que não foi escalada para integrar o elenco da trama — essa informação também foi confirmada pelo autor. Posteriormente, Eliane Giardini, que trabalhou com o autor anteriormente em Amor à Vida, Êta Mundo Bom! e O Outro Lado do Paraíso, foi confirmada para interpretar a versão mais velha da personagem.
Terra e Paixão marca o retorno de Bianca Bin as novelas após cinco anos afastada do gênero desde O Outro Lado do Paraíso (2017—18), escrita pelo mesmo autor. Mesmo com a recusa de integrar o elenco principal, Bin aceitou fazer uma participação na trama como a versão mais jovem de Agatha La Selva, a primeira esposa de Antônio La Selva (Tony Ramos). Bin estava afastada da televisão após recusar papeis em outras produções posteriores, como a antagonista Josiane de A Dona do Pedaço (2019) — outra produção de Carrasco — e uma das três protagonistas de Salve-se Quem Puder (2020—21), e desde então, a emissora não renovou o seu contrato fixo, permitindo que a atriz ficasse disponível apenas para trabalhos por obra.

### Mudança no enredo
Após um mês de sua exibição, a expectativa era de que a audiência chegasse a casa dos 30 pontos, fato que não aconteceu e por conta disso, a trama estaria sendo condensada na edição. Walcyr Carrasco antecipou a morte do personagem Daniel (Johnny Massaro), que já estava prevista para acontecer entre os capítulos 70 e 100. Outras mudanças que ocorreram foram a aproximação do casal protagonista Aline e Caio, o aumento das vilanias de Antônio La Selva e Irene, além de aumentar o destaque dos personagens Anely e Luigi.
Com a entrada da autora Thelma Guedes para ser a coautora da novela, a trama em menos de três meses já tinha mostrado quase tudo que estava previsto na sinopse e, também por conta da semelhança com a trama principal do reboot de Renascer, que conta a história de um pai que rejeita seu filho após sua mulher morrer no parto, Carrasco teve de mudar e resgatar a personagem Agatha, passando a ser interpretada por Eliane Giardini para movimentar a história.

## Exibição
Terra e Paixão é a novela das nove mais longa desde Amor à Vida (2013), do mesmo autor, com o último capítulo indo ao ar em 19 de janeiro de 2024. A principal justificativa da Globo é a dificuldade em escolher a novela substituta, devido à falta de autores.

### Divulgação
Pela primeira vez, o elenco da novela convidou o público para assistir o teaser oficial, que foi exibido no dia 11 de abril durante o intervalo comercial de Travessia. As chamadas convocando o público foram ao ar entre o dia anterior à divulgação e no mesmo dia durante os intervalos da programação e nas redes sociais. Como forma de divulgação, a emissora promoveu no dia 17 de abril uma ação em que os participantes confinados do Big Brother Brasil 23 assistiram ao primeiro capítulo da telenovela antes da estreia oficial.

## Temáticas
- Agronegócio: Aline; Caio; Antônio; Jonatas; Lucinda; Gentil; Ademir
- Assassinato: Irene contra Daniel, Ernesto, Dalva, Sidney e Agatha; Ramiro contra Samuel, Isabel, Breno e Antônio; Sidney contra Nice; Agatha contra Evandro e Ruan; Gentil contra Agatha
- Homossexualidade: Kelvin e Ramiro; Mara e Menah; Cacá
- Transexualidade: Luana
- Dependência química: Petra
- Alcoolismo: Andrade e Silvério
- Albinismo: Christian
- Striptease virtual: Anely
- Violência contra a mulher: Andrade contra Lucinda; Ramiro contra Aline
- Sequestro: Ramiro contra João e Aline; Gregório contra Agatha; Irene contra Danielzinho
- Prostituição: Irene; Anely; Cândida; Berenice e as funcionárias do Naitandei
- Infidelidade: Antônio contra Irene; Irene contra Antônio; Graça contra Daniel; Anely contra Odilon e Natercinho; Luigi contra Petra; Gladys e Tadeu
- Paraplegia: Jonatas
- Tratamento psicológico: Petra e Ramiro
- Compulsão sexual: Tadeu
- Envenenamento: Agatha contra Irene, Antônio, Ruan e presidiárias; Angelina contra Agatha
- Suborno: Irene e Antônio
- Golpe do baú: Graça, Agatha e Luigi
- Cooperativismo: Lucinda, Hélio, Tadeu e Ademir
- Pedofilia: Dirceu contra Petra e outras meninas
- Abuso sexual: Petra
- Fraude documental: Irene e Vinícius contra Aline
- Corrupção policial: Marino
- Educação de adultos: Ramiro, Kelvin, Luana Pelópidas, Neide e funcionários do Naitandei
- Geologia: Vinícius
- Estelionato: Luigi e Emmy
- Roubo: Anely, Luigi e Emmy
- Fanatismo religioso: Nice
- Incêndio criminal: Irene contra as terras de Aline
- Estado de coma: Lucinda
- Virgindade: Angelina
- Distúrbio mental: Irene
- Preconceito: Irene, Gladys e Ademir contra os funcionários do Naitandei

## Música
Compõem a trilha sonora de Terra e Paixão as seguintes canções:
- "Sinônimos", Chitãozinho & Xororó part. Ana Castela (tema de abertura)[152]
- "Tem Que Sorrir", Jorge & Mateus (tema de Caio)
- “Flor e o Beija-Flor”, Marília Mendonça (tema de Aline e Caio)
- "Coração Cigano", Luan Santana part. Luísa Sonza (tema de Daniel, Aline e Caio)
- ”Monotonía”, Shakira part. Ozuna (tema de Anely)
- "Eu Sem Você Não Dá", César Menotti e Fabiano part. Ana Castela (tema de Kelvin e Ramiro)
- "Te Amo Demais", Marília Mendonça (tema de Aline e Daniel)
- “É o Amor”, Ferrugem (tema de Jonatas)
- "Snap", Rosa Linn (tema de Aline)
- "Noturno (Coração Alado)", Fagner (tema de Antônio)
- "Terra Tombada", Daniel part. Chitãozinho & Xororó
- "Não Aprendi Dizer Adeus", Leonardo
- ”Apenas um Sorriso", Yasmin Santos
- "Marilyn Monroe", Sevdaliza (tema de Irene)
- "Um Sonhador”, Bruno & Marrone (tema de Caio)
- "Perdoni Tenente", Pino D'Angiò (tema de Luigi)
- “Vou Te Amarrar Na Minha Cama”, Maiara & Maraisa (tema de Kelvin e Ramiro)
- "LLYLM (Lie Like You Love Me)", Rosalía (tema de Graça)
- "Alma de Peão", Munhoz & Mariano
- "Knockin' on Heaven's Door", Bob Dylan (tema de Petra)
- "Lost on You", LP (tema de Petra)
- ”Fields of Gold”, RÁAE (tema de Petra e Hélio)
- "Maraka'anandê, Djuena Tikuna (tema dos Guató)
- "Twinkle Twinkle", Margo Price (tema de Anely)
- "Nuvem de Lágrimas", Fafá de Belém part. Chitãozinho & Xororó[153]
- ”Eyes Wide Open”, Gavin James
- “Estrela”, Lauana Prado (tema de Kelvin e Ramiro)
- “Brincar de Ser Feliz”, Gustavo Mioto
- “Cavalgada”, Simone Mendes (tema de Lucinda e Marino)
- "Coladin (Minha Deusa)", Zé Vaqueiro
- "Atlantis", Seafret
- "Perdoou Nada", Israel & Rodolffo part.  Jorge & Mateus
- "À Queima-Roupa", Fafá de Belém (tema de Antônio e Irene)
- "Revelação", Fafá de Belém
- ”Tocando em Frente”, Anavitória
- ”Facilita Aí", Zé Felipe
- ”I Wanna Be Your Slave”, Måneskin
- ”Something to Someone”, Dermot Kennedy
- ”Florecer”, Angelo Wolf (tema de Menah e Mara)

### Singlesde Ignácio Luz
Em 8 de setembro de 2023 foi lançado nas plataformas digitais a canção "Pensa Bem", interpretado por Ignácio Luz e composta por ele em parceria com Reno Duarte e Pedro Guedes. Segundo o próprio Ignácio, intérprete do cantor Nando Galego, outras canções de sua autoria serão lançados ao longo da trama.
Lista em ordem de lançamento:

### Trilha Complementar: Sucessos Naitandei
Lista de faixas:
| N.º | Título            | Música | Duração |  |
| 1.  | "Agiota"          |        | 2:58    |  |
| 2.  | "Desesperado"     |        | 3:09    |  |
| 3.  | "Melancia Quente" |        | 2:47    |  |
| 4.  | "Pinga"           |        | 2:15    |  |
| 5.  | "Moça Linda"      |        | 2:02    |  |

## Recepção

### Audiência
Estreou com 24,8 pontos e pico de 25,3, segundo dados consolidados da Kantar IBOPE Media, referentes à Região Metropolitana de São Paulo. O índice é 1,1 ponto inferior ao da estreia de sua antecessora, além de ser o segundo pior índice de um primeiro capítulo da história do horário das nove, superando Um Lugar ao Sol (2021–22), que até então detinha o título, e sendo batida por Mania de Você (2024–25) um ano depois, até ser superada por Vale Tudo (2025). O segundo capítulo registrou 25,2 pontos. Ao longo da primeira semana, acumulou 23,6 pontos, ficando à frente da trama anterior por uma diferença de 0,3 ponto. Seu sexto capítulo registrou apenas 21,7 pontos.
Em suas primeiras duas semanas, oscilou com médias entre 23 e 24 pontos, apresentando o terceiro pior desempenho do horário das nove. Segundo a TV Globo, um dos motivos da fuga de público seria a forte concorrência contra a cobertura de jogos decisivos da Copa do Brasil, além das partidas do Brasileirão pela TV por assinatura e streaming. Além disso, parte do público criticava o ritmo lento da história, antecipando os grupos de discussão para levantar a audiência da trama, que muitas vezes assumia o segundo e terceiro lugar entre as cinco atrações mais assistidas do dia.
A novela começou a apresentar crescimento a partir do dia 22 de maio, quando bateu seu primeiro recorde com 25,7 pontos, pico de 26,8 e share de 40%. Após o primeiro recorde, a trama continuou alcançando novas máximas, em períodos como o dia 24, quando registrou com 25,9 pontos e pico de 28,3, apesar de ter começado mais cedo por ser numa quarta-feira, quando a Globo costuma exibir as partidas de futebol após a novela, dia 30 com 26,2 pontos, 5 de junho com 26,3 pontos e pico de 27,5, dia 15 com 26,6 pontos, pico de 27,4 e share de 44,7%, dia 20 com 26,9 pontos e pico de 28,1, dia 28 com 27,3 pontos, pico de 29 e share de 41,7%, 3 de julho com 29,3 pontos, pico de 30 e share de 44,1%, no dia 6 com 29,5 pontos, pico de 30,6 e share de 44,9%, repetindo a mesma marca nos dias 24 de agosto e 4 de setembro.
Em 3 de novembro, a novela registrou seu pior índice com 20,6 pontos, sendo prejudicada pelo apagão na Região Metropolitana de São Paulo, afetando também outros títulos. Após o recorde negativo, em 7 de novembro, a novela volta a crescer e registra novos recordes como 29,8 pontos e pico de 31, 29,9 pontos no dia 30, 30,8 pontos, pico de 31,8 e share de 48,8% no dia 11 de dezembro, repetindo a mesma marca no dia 8 de janeiro de 2024, agora chegando ao pico de 33, 31,4 pontos, pico de 33 e share de 50,3% no dia 12 e 32 pontos, pico de 34,2 e share de 50,2% no dia 15, sendo essa a sua maior audiência em toda a exibição.
O último capítulo registrou 31,8 pontos e 22,7 na reapresentação. Teve média geral de 26.6 pontos, aumentando em 9,5% os índices do horário das nove. No entanto, ficou abaixo da meta estipulada pela Globo, que era de 30 pontos, além de ser a sexta novela menos assistida da faixa, atrás apenas de títulos como Mania de Você (21.2), Um Lugar ao Sol (22.3), Travessia (24.2), Babilônia (25.4) e Renascer (25.5).

### Prêmios e indicações
| Ano  | Premiação                | Categoria                | Indicação       | Resultado | Ref.            |
| ---- | ------------------------ | ------------------------ | --------------- | --------- | --------------- |
| 2023 | Premios Produ            | Melhor Telenovela        | Walcyr Carrasco | Indicado  | [ 187 ]         |
| 2023 | Prêmio Potências         | Atriz do Ano             | Barbara Reis    | Indicada  | [ 188 ]         |
| 2023 | Melhores do Ano          | Novela do Ano            | Walcyr Carrasco | Indicado  | [ 189 ] [ 190 ] |
| 2023 | Melhores do Ano          | Melhor Ator de Novela    | Tony Ramos      | Indicado  | [ 189 ] [ 190 ] |
| 2023 | Melhores do Ano          | Melhor Atriz de Novela   | Barbara Reis    | Indicada  | [ 189 ] [ 190 ] |
| 2023 | Melhores do Ano          | Melhor Ator Coadjuvante  | Rainer Cadete   | Indicado  | [ 189 ] [ 190 ] |
| 2023 | Melhores do Ano          | Melhor Atriz Coadjuvante | Tatá Werneck    | Venceu    | [ 189 ] [ 190 ] |
| 2023 | Melhores do Ano          | Revelação do Ano         | Amaury Lorenzo  | Venceu    | [ 189 ] [ 190 ] |
| 2023 | Melhores do Ano          | Revelação do Ano         | Diego Martins   | Indicado  | [ 189 ] [ 190 ] |
| 2024 | Prêmio APCA de Televisão | Melhor Novela            | Walcyr Carrasco | Indicado  | [ 191 ]         |
| 2024 | Prêmio APCA de Televisão | Revelação                | Amaury Lorenzo  | Indicado  | [ 191 ]         |
| 2024 | Prêmio APCA de Televisão | Revelação                | Diego Martins   | Indicado  | [ 191 ]         |
| 2024 | Troféu Internet          | Melhor Ator              | Tony Ramos      | Indicado  | [ 192 ]         |

### Repercussão da mídia e do público
Após a exibição do teaser de estreia no dia 11 de abril, parte do público chegou a apontar semelhanças da história da telenovela com a trama mexicana La desalmada (2021), recém transmitida pelo SBT em 2022 sob o titulo A Desalmada, uma vez que a arte gráfica da novela é bastante similar com o dramalhão mexicano, além do fio condutor da história, uma vez que em ambas a mocinha é dona de terras e teriam seus maridos assassinados pelo antagonista principal em uma disputa, passando a se envolver com ele por vingança. Outra parte do público relembra que o texto de vingança não seria uma novidade nos textos de Walcyr Carrasco, já que o tema também já chegou a ser utilizado em Chocolate com Pimenta e O Outro Lado do Paraíso.
Durante a exibição da novela, os atores Glória Pires e Tony Ramos foram os que mais receberam elogios de críticos e do público, especialmente por já terem interpretados antagonistas em novelas anteriores e a grande maioria ainda serem lembrados pela memória do público, entre eles a gêmea má Raquel de Mulheres de Areia e o amargurado Clementino de Torre de Babel, além de protagonizarem grandes momentos na trama. Além disso, a representatividade foi o outro ponto positivo da novela, já que pela primeira vez, as três principais faixas de novelas da TV Globo possuem protagonistas negros, como Orlando e Marcelino (Amor Perfeito), Sol e Benjamin (Vai na Fé) e Aline na atual novela das nove.
Apesar das críticas positivas, também houve algumas críticas negativas para a trama. O jornalista Valmir Montarelli, da revista Veja, criticou a constante repetição de bordões da novela, o que é comum em textos do próprio Walcyr. O colunista Raphael Sicre, do portal Notícias da TV, destacou que a novela não trouxe nada de novo, mas elogiou a atuação de Bárbara Reis, classificando a atriz como carismática. Já Cauã Reymond foi criticado pelo jornalista devido ao fato de sua atuação estar abaixo do normal, comparado com personagens anteriores, além de classificar o sotaque do personagem como "forçado".
O relacionamento homossexual entre os personagens Ramiro (Amaury Lorenzo) e Kelvin (Diego Martins) chegou a levantar alguns debates entre psicólogos, pelo fato do personagem de Amaury ser heterossexual e o de Diego ser homossexual assumido, uma vez que os encontros amorosos dos personagens em questões acontecem "às escondidas" e quando são descobertos, ambos disfarçam a situação, mesmo com uma boa parte dos demais personagens já suspeitarem deles. Segundo o psicólogo Lucas De Vito, que possui especialização em sexualidade para homens gays, o "sigilo" (como costumam ser designados os encontros secretos entre um homem heterossexual e um homem gay ou bissexual) é bastante comum na vida real, uma vez que quando rolam os encontros, os rapazes tentam evitar qualquer envolvimento emocional, além de apontar que esse tipo de relacionamento não é saudável para ambas as partes. Apesar do casal ser abordado de maneira estereotipada, segundo algumas análises críticas, Kelvin e Ramiro também receberam uma boa aceitação do público, que não pouparam elogios a ambos. O crítico Jeff Benício, do portal Terra, lembrou que os dois personagens possuem referências de textos anteriores. Ramiro é comparado com o Coronel Amâncio (Genézio de Barros), que também se relacionava secretamente com Miss Pirangi (Gero Camilo) em Gabriela. Já Kelvin lembra o maquiavélico Félix (Mateus Solano) de Amor à Vida, o agitado Cássio (Marco Pigossi) de Caras & Bocas e o insinuante Zé Maria (Guilherme Piva) de Xica da Silva.
Em 12 de dezembro de 2023, a Globo levou ao ar o primeiro beijo entre Ramiro e Kelvin, sendo também um dos mais longos da história da teledramaturgia da emissora envolvendo um casal homossexual. A exibição do ato foi elogiada por boa parte do público e pelo elenco, mas também foi criticada por ser contraditório com as políticas adotadas no semestre anterior, já que tramas como Vai na Fé e a série Aruanas tiveram demonstrações homoafetivas cortadas, mas no caso da primeira, após pressão dos telespectadores, a cena do beijo entre as personagens Clara (Regiane Alves) e Helena (Priscila Sztejnman) foi exibida, assim como Yuri (Jean Paulo Campos) e Vini (Guthierry Sotero), que também tiveram suas demonstrações cortadas ou reduzidas. No dia 23 do mesmo mês, a emissora também exibiu o beijo entre as personagens Mara (Camilla Damião) e Menah (Renata Gaspar), com o feito também sendo celebrado pelo público e pelas atrizes. Tal momento só foi possível após Renata ter lamentado pelas redes sociais uma suposta decisão da alta cúpula em não abordar mais a fundo o romance das personagens, o que chegou a ser negado pelo Walcyr.